# 丹·福特曼
丹·福特曼（Daniel Paul "Dan" Futterman，1967年6月8日—）是美國的一位演員和編劇。他是電影柯波帝：冷血告白的編劇並憑藉此片獲得奧斯卡提名。